# Saïd Taghmaoui
Saïd Taghmaoui (Villepinte, 19 juli 1973) is een Frans filmacteur met een Marokkaanse achtergrond. Bij het grote publiek is hij vooral bekend van La Haine uit 1995.

## Biografie
Taghmaoui groeide op in de banlieu van Parijs, als jongen uit een grote Marokkaanse familie, met negen broers en zussen. Hij stopte al vroeg met school om bokser te worden en werd zelfs tweede van Frankrijk in zijn categorie. Op een dag ontmoette hij Mathieu Kassovitz, met wie hij samen het script schreef voor de  film La Haine, waar hij zelf een van de hoofdrollen in speelde. Voor deze rol werd Saïd genomineerd voor een César. Sindsdien acteert Saïd in diverse films uit Frankrijk, Duitsland, Italië, de Verenigde Staten en Marokko.

## Filmografie

### Speelfilms

#### 1990-1999
- 1995 - Putain de porte, korte film van Jean-Claude Flamand
- 1995 - J'aime beaucoup ce que vous faites, korte film van Xavier Giannoli
- 1995 - La Haine (regie Mathieu Kassovitz) als Saïd
- 1997 - Les Fantômes du samedi soir (regie Olivier Dahan)
- 1997 - Héroïnes (regie Gérard Krawczyk) als JP
- 1998 - I Giardini dell'Eden (regie Alessandro D'Alatri)
- 1998 - Onorevoli detenuti (regie Giancarlo Planta) als Omar
- 1998 - Go for Gold! (regie Lucian Segura) als Moussa
- 1998 - Marrakech express (naar het boek Hideous Kinky), regie Gillies MacKinnon als Bilal
- 1999 - Holy Smoke (regie  Jane Campion)
- 1999 - Prima del tramonto (regie Stefano Incerti) als Ali Ben Sellam
- 1999 - Les Rois du désert (Three Kings), regie David O. Russell als Capitaine Saïd
- 1999 - La Taule (regie Alain Robak) als L'innocent

#### 2000-2009
- 2000 - Nationale 7 (regie Jean-Pierre Sinapi)  als Rabah
- 2000 - Ali Zaoua prince de la rue (regie Nabil Ayouch) als Dib
- 2000 - Room to Rent (regie Khalid Al-Haggar) als Ali
- 2001 - G@mer (Gamer), regie Patrick Levy als Tony
- 2001 - Confession d'un dragueur (regie Alain Soral) als Fabio
- 2001 - Absolument fabuleux (regie Gabriel Aghion) als Manu
- 2001 - Le Petit Poucet (regie Olivier Dahan) als de baas van de groep
- 2002 - Vivante (regie Sandrine Ray) als de DJ van de club
- 2002 - Entre chiens et loups (regie Alexandre Arcady) als Werner
- 2003 - L'Homme de la riviera (The Good Thief), regie  Neil Jordan als Paulo
- 2003 - Wanted (Crime Spree), regie Brad Mirman als Sami Zerhouni
- 2004 - Spartan (regie  David Mamet) als Tariq Asani
- 2004 - Hidalgo (regie Joe Johnston) als Bin Al Reeh
- 2004 - I Heart Huckabees (I ♥ Huckabees), regie David O. Russell als de vertaler
- 2005 - El Khoubz el hafi (regie Rachid Benhadj)
- 2006 - Five Fingers (regie Laurence Malkin) als Dark Eyes
- 2006 - Ô Jérusalem (regie Élie Chouraqui) als Saïd Chahine
- 2007 - Les Cerfs-volants de Kaboul (regie Marc Forster) als Farid
- 2008 - Angles d'attaque (regie Pete Travis) als Suarez
- 2009 - Trahison (regie Jeffrey Nachmanoff) als Omar
- 2009 - Linear (regie Anton Corbijn) als de jonge politieman
- 2009 - G.I. Joe: The Rise of Cobra (regie Stephen Sommers) als Breaker
- 2009 - Kandisha (regie Jérôme Cohen-Olivar) als Dakir Nesri

#### 2010-2021
- 2010 - Djinns (regie Hugues Martin) als Aroui
- 2011 - Conan (regie Marcus Nispel) als Ela-Shan
- 2012 - My Brother the Devil (regie Sally El Hosaini) als Sayyid
- 2013 - American Bluff (American Hustle), regie David O. Russell als Al, vriend van Irving
- 2016 - The Infiltrator (regie Brad Furman) als Amjad Awan
- 2017 - Wonder Woman (regie Patty Jenkins) als Sameer
- 2019 - John Wick: Chapter 3 – Parabellum (regie Chad Stahelski) als The Elder
- 2021 - Wonder Woman 1984 (regie Patty Jenkins) als Sameer (niet genoemd)

### Televisie

#### 1990-1999
- 1994 - Tous les garçons et les filles de leur âge (regie Olivier Dahan) als Paul
- 1995 - Trop libre pour toi (Soif d'en sortir), regie Dominique Tabuteau
- 1995 - L'éducateur als Momo (seizoen 1)
- 1996 - La Bougeotte, regie Jean-Claude Morin
- 1996 - Elvis Aziz, (regie Frédéric Compain) als Elvis Aziz
- 1997 - L'Albero dei destini sospesi (regie Rachid Benhadj) als Samir
- 1999 - Urlaub im Orient - Und niemand hört dein Schreien (regie Michael Wenning) als Raschid

#### 2000-2009
- 2000 - Les Lascars, animatie tv-serie (seizoen 1)
- 2003 - À la Maison-Blanche als  Umar Usef, ambassadeur van Qumar (seizoen 5, aflevering 2 en 5)
- 2006 - Djihad (tv-serie) als Youssef
- 2006 - Sleeper Cell als Hamid (seizoen 2, aflevering 5, 6 en 7)
- 2007 - Suspectes als Stan Lamérat
- 2008 - Mogadischu (regie Roland Suso Richter) als Kapitän Mahmud (Zohair Youssif Akache)
- 2008 - House of Saddam, BBC miniserie als Barzan Ibrahim
- 2008 - Duval et Moretti als Tarek (seizoen 1, aflevering 10)
- 2009 - Lost:Les Disparus als Caesar (seizoen 5)

#### 2010-2015
- 2012 - Strike Back als Othmani (seizoen 3)
- 2013 - Touch als Guillermo Ortiz (seizoen 2)
- 2014 - The Missing, met dirigent Tom Shankland als Ziane

### Clips
- 2003 - Aïcha van Singuila
- 2013 - Fier De Nous van Niro
- 2014 - Demi Parrain van Demi Portion
- 2014 - Gun Man World van Damian Marley
- 2014 - Fuck That van Skrillex

- Biblioteca Nacional de España: XX1612288
- Bibliothèque nationale de France: cb140317893 (data)
- Gemeinsame Normdatei: 173372589
- International Standard Name Identifier: 0000 0001 2131 2976
- Library of Congress Control Number: nr00006061
- Nationale Bibliotheek van Tsjechië: xx0182032
- Nationale Bibliotheek van Israël: 987007447167905171
- Système universitaire de documentation: 079240801
- Virtual International Authority File: 46960567
- WorldCat: E39PBJgd47xWRWyQMHpdDTJJjC